# قط ميست الأسترالي

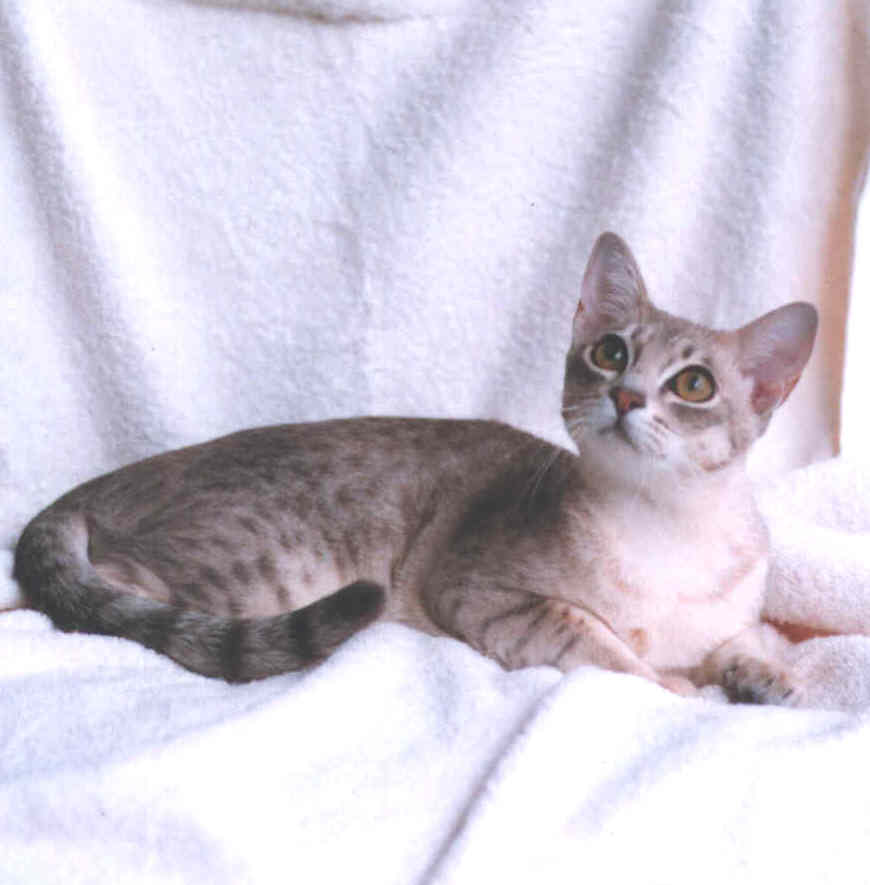

قط ميست الأسترالي (بالإنجليزية: Australian Mist)‏، يعرف أيضا ب ميست الأرقط (بالإنجليزية: Spotted Mist)‏، هي سلالة تم تربيتها في أستراليا.